# Taillis simple
Le taillis simple est le plus ancien régime de taillis mis en place par l'homme.
C'est une technique de sylviculture consistant en un recépage (coupe) périodique des tiges. Apparaissent alors sur les souches des rejets qui seront à leur tour récoltés.
La période qui sépare deux recépages s'appelle la rotation ou la révolution. Sa durée est variable selon la productivité, l'essence, et le type de produit que l'on souhaite obtenir : 10 à 40 ans.

## Essences
Le taillis simple suppose donc d'utiliser des essences forestières qui « rejettent bien de souche », ce qui est le cas de la majorité des feuillus des régions tempérées et de quelques résineux anecdotiques (if, séquoia toujours vert, séquoia géant, cryptomeria japonica).
En France, les essences le plus utilisées sont : le charme, les chênes indigènes, le chêne rouge d'Amérique, le châtaignier, le bouleau, et plus rarement l'aulne glutineux, le frêne, les  érables...
Le hêtre n'est utilisé en taillis qu'en montagne, car il rejette mal de souche en plaine (on ignore d'ailleurs pourquoi).

## Désaffection
Le taillis simple, autrefois très utilisé pour la production de bois de feu, a connu une désaffection des populations rurales qui le pratiquaient (révolution industrielle, utilisation généralisée des combustibles fossiles, apparition du fioul domestique...). Par ailleurs, il a été méprisé par l'école de sylviculture « à la française ».
Le plus souvent, ces taillis font l'objet de balivage intensif (quand la jeunesse des souches, la fertilité et l'essence le permettait), pour aboutir à la futaie sur souche, traitement transitoire vers la futaie régulière.

## Avenir
La raréfaction du pétrole et sa logique hausse des prix pourrait replacer le taillis simple (et sa variante productiviste, le taillis à courte rotation, ou TCR) au centre de la gestion forestière de demain, à condition que les forestiers sachent se montrer réactifs à une demande potentiellement importante.